# Mirosternus ignotus
Mirosternus ignotus là một loài bọ cánh cứng thuộc họ Ptinidae.